# Francesco Marchetti Selvaggiani
Francesco Marchetti Selvaggiani (Rome, 1 oktober 1871 – aldaar, 13 januari 1951) was een Italiaans geestelijke en kardinaal van de Katholieke Kerk.
Marchetti Selavggianni, een jeugdvriend van de Eugenio Pacelli, de latere paus Pius XII, studeerde aan het Almo Collegio Capranicense en aan de Pauselijke Gregoriaanse Universiteit. Hij werd op 4 april 1896 priester gewijd. Hij trad vervolgens in dienst bij de Congregatie voor Buitengewone Kerkelijke Aangelegenheden. Van 1900 tot 1906 was hij auditor bij de apostolische delegatie in Washington D.C.. Vanaf 1907 vervulde hij eenzelfde functie op de nuntiatuur in Berlijn. Van 1915 tot 1918 was hij vertrouwelijk vertegenwoordiger van de Heilige Stoel in Zwitserland.
Op 6 februari 1918 benoemde paus Benedictus XV hem tot titulair aartsbisschop van Seleucië van Isaurië en tot internuntius in Venezuela. Hij ontving zijn bisschopswijding van Pietro Gasparri. In 1920 werd hij nuntius in Oostenrijk. In 1922 keerde hij terug naar Rome om zijn benoeming te aanvaarden tot secretaris van de Heilige Congregatie tot Voortplanting des Geloofs. In deze functie werd hij de rechterhand van de Nederlandse kardinaal Willem Marinus van Rossum.
Tijdens het consistorie van 30 juni 1930 creëerde paus Pius XI hem kardinaal. De Santa Maria Nuova werd zijn titelkerk. Om de groeiende invloed van het protestantisme in Rome tegen te gaan werd hij benoemd tot president van de bijzondere Pauselijke Commissie tot behoud van het Geloof en tot Bouw van nieuwe Kerken benoemd. In hetzelfde jaar werd hij kardinaal-vicaris van het decanaat Rome. Als bouwpastoor gaf hij een impuls aan de uitbreiding van het aantal kerken in Rome. Een typisch voorbeeld van de Marchetti-kerkbouw is de Natività di Nostro Signore Gesù Cristo a Via Gallia. Hij werd in 1931 kardinaal-aartspriester van de Sint-Jan van Lateranen en in 1936 werd hij kardinaal-bisschop van het suburbicair bisdom Frascati.
Kardinaal Marchetti nam deel aan het conclaaf van 1939 en werd door de nieuwe paus, zijn jeugdvriend Pacelli, benoemd tot prefect van het Heilig Officie. In 1948 werd hij deken van het College van Kardinalen en kreeg hij ook het - aan deze functie verbonden - bisdom Ostia onder zijn hoede.
Hij overleed aan de gevolgen van een hersenbloeding en werd begraven op Campo Verano.
- Bibliothèque nationale de France: cb17141370c (data)
- Gemeinsame Normdatei: 1068585153
- Historisch woordenboek van Zwitserland: 026832
- International Standard Name Identifier: 0000 0000 6268 3696
- Istituto Centrale per il Catalogo Unico: LIAV093563
- SNAC: w6x37rpz
- Virtual International Authority File: 89291725